# Řády, vyznamenání a medaile Socialistické federativní republiky Jugoslávie

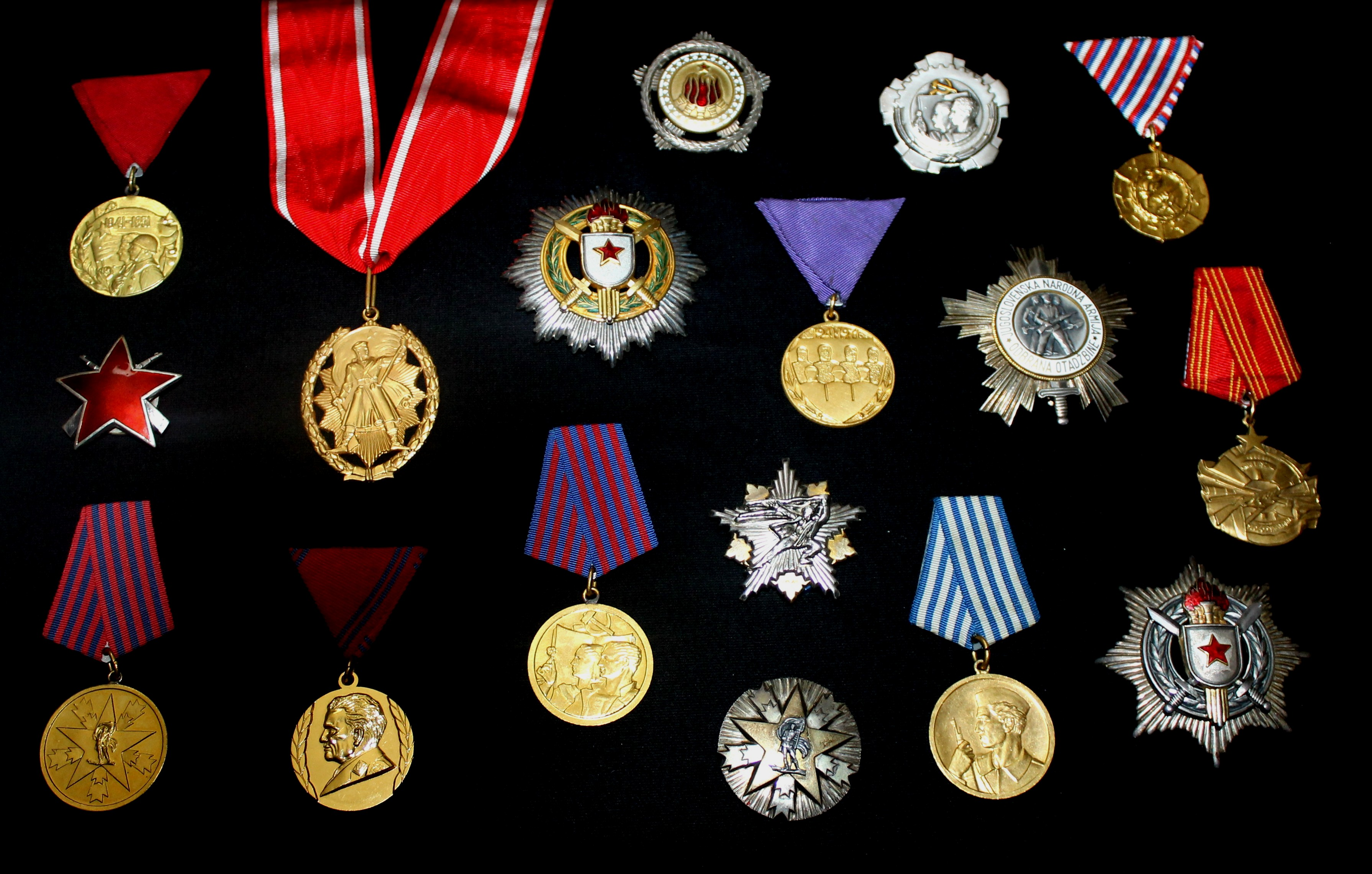
Vyznamenání Socialistické federativní republiky Jugoslávie

Základ pro systém vyznamenání Socialistické federativní republiky Jugoslávie byl vytvořen během druhé světové války a používaný po celou dobu existence státu. První vyznamenání byla založena dne 15. srpna 1943. Jednalo se o Řád národního hrdiny, Řád národního osvobození, Řád partyzánské hvězdy, Řád bratrství a jednoty, Řád za chrabrost a Medaili za statečnost. Do roku 1960 se celkový počet vyznamenání zvýšil na 22 a sestával z 15 řádů, 6 medailí a 1 pamětní medaile. Autory jugoslávských vyznamenání byli Antun Augustinčić a Đorđe Andrejević Kun.
Originální vyznamenání jsou uchovávána Světovou organizací duševního vlastnictví. Jugoslávská vláda požadovala, aby ocenění získala status oficiální značky, učinila tak na rozdíl od jiných států, kde je status úřední kontroly a záruka je vyhrazena pouze pro státní pečeť. Po rozpuštění Jugoslávie přestala být vyznamenání udílena, ale nadále jsou chráněna článkem 6 Pařížské úmluvy na ochranu průmyslového vlastnictví.

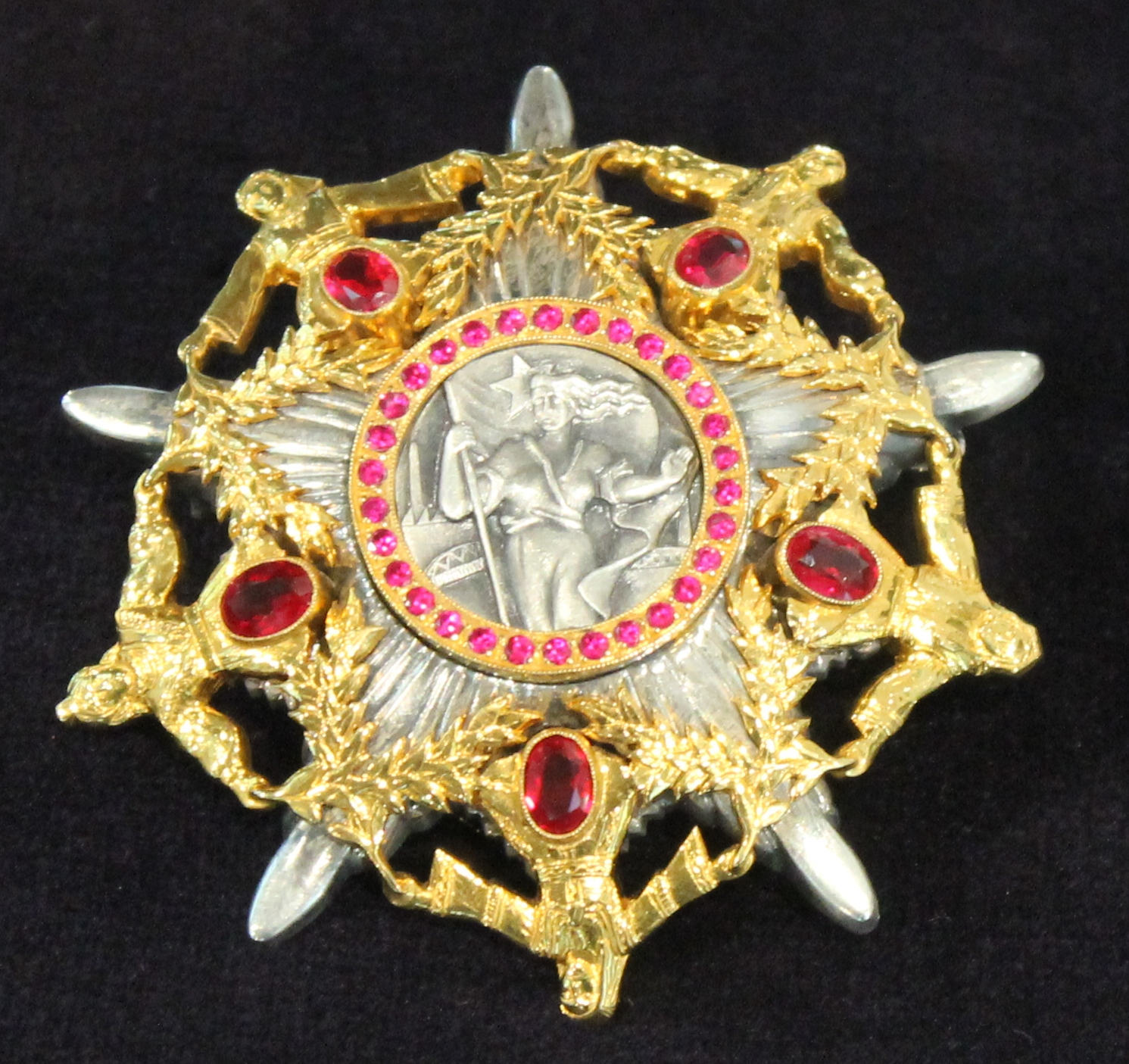
Řád hrdiny socialistické práce

## Řády
- Řád jugoslávské hvězdy byl založen dne 1. února 1954 a původně byl udílen ve třech třídách (se šerpou, se zlatým věncem, na nákrčníku). Od 1. března 1961 byla zavedena třída velkohvězdy. Udílen byl za rozvoj a posilování míru a spolupráce mezi národy.[2]
- Řád svobody byl založen dne 12. června 1945. Zachován byl do roku 2006, kdy bylo zrušen. Udílen byl vojenským velitelům za zkušené velení a mimořádnou odvahu jejich jednotek.[3]
- Řád národního hrdiny byl založen dne 15. srpna 1943. Udílen byl za mimořádné hrdinské činy na bojišti.[4]
- Řád hrdiny socialistické práce byl založen dne 8. prosince 1948. Udílen byl za mimořádné úspěchy v oblasti národního hospodářství a kultury.[5]
- Řád národního osvobození byl založen dne 15. srpna 1943. Udílen byl vůdcům odboje za vynikající přínos při organizování a řízení odboje a budování a rozvoj Socialistické federativní republiky Jugoslávie.[6]
- Řád válečného praporu byl založen roku 1951. Udílen byl vojenským velitelům za osobní odvahu, obětavost, velení a jejich samostatnou roli při vytváření, rozvoji a výcviku ozbrojených sil SFRJ během druhé světové války.[7]
- Řád jugoslávské vlajky byl založen 26. listopadu 1947 a původně byl udílen ve čtyřech třídách (Řád jugoslávské vlajky se šerpou, se zlatou hvězdou na nákrčníku, se zlatou hvězdou a se stříbrnou hvězdou). Dne 14. listopadu 1955 byla přidána třída se zlatým věncem, která se stala druhou nejvyšší třídou řádu. Udílen byl za vynikající zásluhy o rozvoj a posílení mírové spolupráce a přátelství mezi Jugoslávií a dalšími státy.[8]
- Řád partyzánské hvězdy byl založen dne 15. srpna 1943. Udílen byl účastníkům lidově-osvobozenecké války v Jugoslávii, vojákům i civilistům, za příkladné vojenské velení a prokázání osobní statečnosti v boji proti nepříteli. Udílen byl ve třech třídách (se zlatým věncem, se stříbrným věncem a se zbraněmi).[9]
- Řád republiky byl založen dne 2. července 1960. Udílen byl jednotlivcům i spřáteleným politickým organizacím za zásluhy v oblasti zajištění národní bezpečnosti, za přínos k rozvoji hospodářství, vědy a kultury. Udílen byl ve třech třídách.[10]
- Řád za zásluhy o lid byl založen dne 9. června 1945. Udílen byl ve třech třídách (se zlatou hvězdou, se stříbrnými paprsky a se stříbrnou hvězdou) za vyznamenání se v osvobozeneckém boji a za zásluhy o zabezpečení a organizaci jugoslávské vlády a armády a od roku 1955 za úspěchy v hospodářské, kulturní a sociální oblasti.[11]
- Řád bratrství a jednoty byl založen dne 15. srpna 1943. Udílen byl ve dvou třídách (se zlatým věncem a se stříbrným věncem) za osobní zásluhy při rozšiřování bratrství mezi národy a etniky, za formování a rozvoj politické a morální jednoty lidu.[12]
- Řád lidové armády byl založen dne 29. prosince 1951. Udílen byl ve třech třídách příslušníkům Jugoslávské lidové armády za osobní zásluhy při organizaci ozbrojených sil SFRJ a/nebo za osobní zásluhy při velení ozbrojeným silám, za jejich výcvik a zajištění obrany země.[13]
- Řád práce byl založen dne 1. května 1945. Udílen byl ve třech třídách za vynikající zásluhy o ekonomiku, výrobu a budování komunismu.[14]
- Řád za vojenské zásluhy byl založen dne 29. prosince 1951. Udílen byl ve třech třídách vysokým vojenským velitelům i civilistům za vojenské zásluhy.[15]
- Řád za chrabrost byl založen dne 15. srpna 1943. Udílen byl partyzánům i civilistům za výjimečnou statečnost v boji.[16]

## Medaile

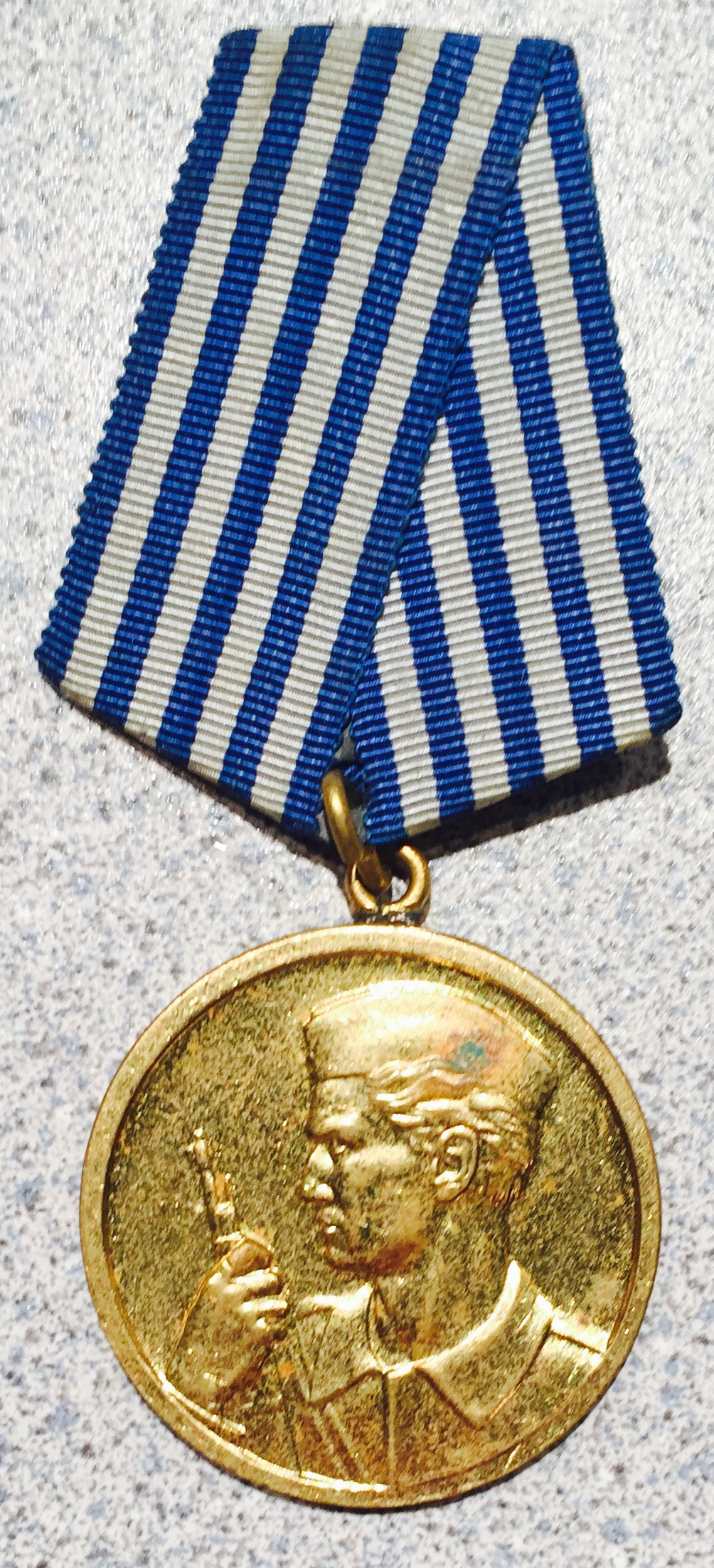
Medaile za statečnost

- Medaile za statečnost byla založena dne 15. srpna 1943. Udílena byla partyzánům i civilistům za statečnost během války.[17]
- Medaile za zásluhy o lid byla založena dne 9. června 1945. Udílena byla za zásluhy v boji za osvobození a za zásluhy o zabezpečení a organizaci jugoslávské vlády a armády a od roku 1955 za ekonomické, kulturní a sociální úspěchy.[18]
- Medaile práce byla založena dne 1. května 1945. Udílena byla za vynikající zásluhy o ekonomiku, výrobu a budování komunismu.[19]
- Medaile za vojenské zásluhy byla založena dne 1. ledna 1952. Udílena byla za vojenské zásluhy.[20]
- Medaile za vojenské ctnosti byla založena dne 29. prosince 1951. Udílena byla za vynikající službu v ozbrojených silách.[21]
- Medaile za zásluhy byla založena v roce 1955.

### Pamětní medaile

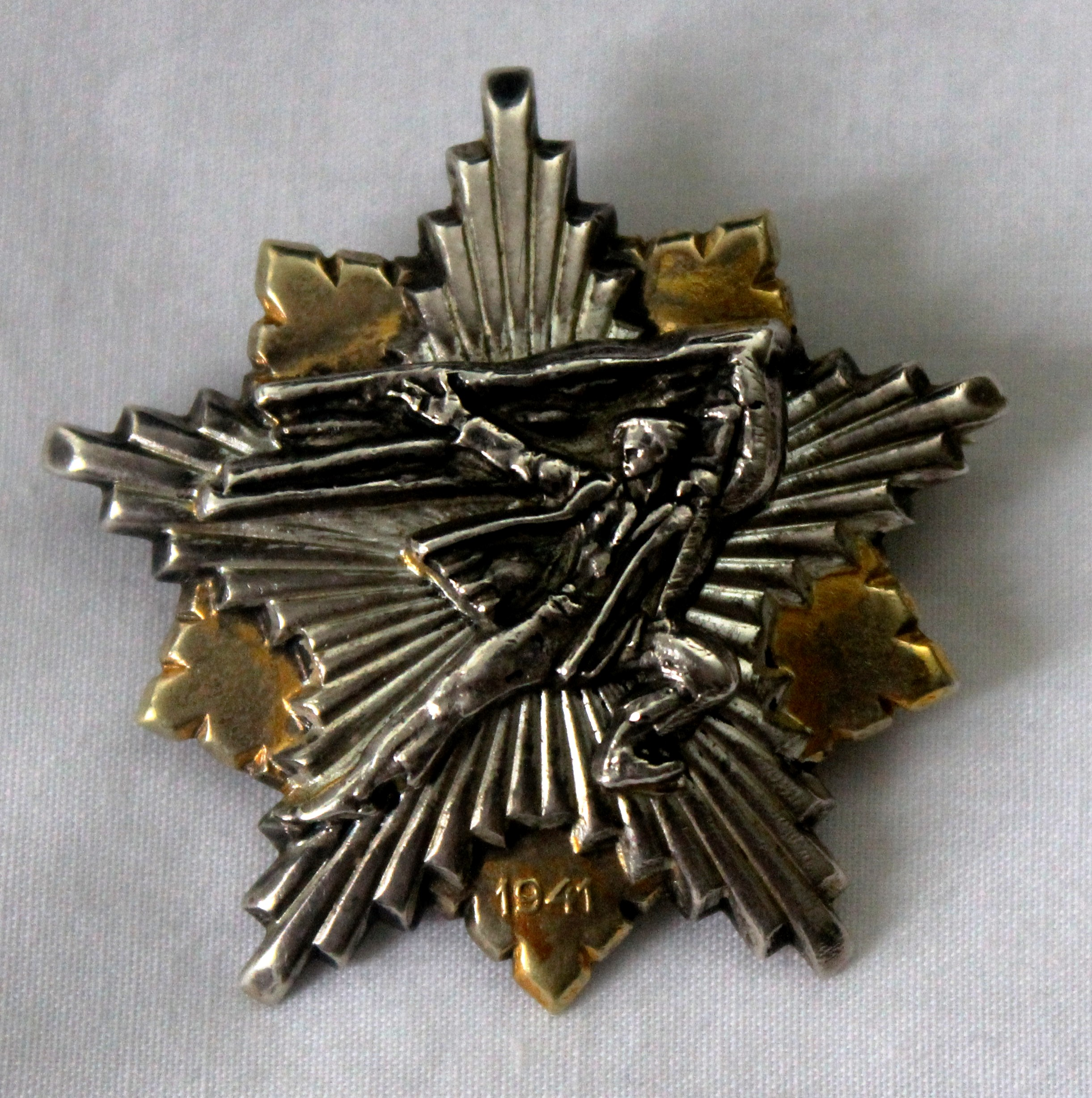
Pamětní medaile partyzánů roku 1941

- Pamětní medaile partyzánů roku 1941 byla založena dne 14. září 1944. Založena byla za účelem ocenit aktivní účastníky bojů v období od roku 1941 do konce druhé světové války.

### Další medaile
- Medaile Smrt fašismu, svobodu lidu byla založena roku 1965.
- Medaile 10. výročí jugoslávské armády byla založens roku 1951. Udílena byla příslušníkům ozbrojených sil při příležitosti desátého výročí založení partyzánské armády v Němci okupované Jugoslávii.[22]
- Medaile 20. výročí jugoslávské lidové armády byla založena roku 1961. Udílena byla příslušníkům ozbrojených sil při příležitosti dvacátého výročí založení partyzánské armády v Němci okupované Jugoslávii.[23]
- Medaile 30. výročí jugoslávské lidové armády byla založena roku 1971.
- Medaile 30. výročí vítězství nad fašismem byla založena roku 1975. Založena byla na památku 30. výročí vítězství nad hitlerovským Německem.[24]
- Medaile 40. výročí jugoslávské lidové armády byla založena roku 1981.
- Medaile 50. výročí jugoslávské lidové armády byla založena roku 1991.
- Medaile skvělého střelce byla založena roku 1953.[25]
- Medaile pro účastníky návštěvy prezidenta Tita v Indii a Barmě 1954–1955 byla založena roku 1955.
- Medaile Asociace jugoslávských bojovníků v mezinárodních brigádách ve Španělsku (dvě medaile udílené společně) byly založeny roku 1956.
- Medaile UNICEF byla založena roku 1958.